# Isa Ferraguti
Isa Ferraguti (Carpi, 2 dicembre 1942) è una politica italiana.

## Biografia
Esponente del Partito Comunista Italiano, fu eletta consigliera regionale in Emilia-Romagna nel 1980 e confermata dopo le elezioni del 1985.
Venne poi eletta al Senato nel 1987, nella X legislatura; dopo lo scioglimento del PCI aderisce al Partito Democratico della Sinistra, conclude il proprio mandato parlamentare nel 1992.